# Emy Wange-Lundvall
Emy Ottilia Wange-Lundvall, född Svensson 9 april 1882 i Västervik, död 11 juni 1972, var en svensk psykiater. Hon gifte sig 1914 med Halvar Lundvall.
Wange blev medicine kandidat 1904 vid Lunds universitet och medicine licentiat 1910 vid Karolinska institutet i Stockholm. Hon var t.f. underläkare vid Uppsala asyl 1906, dito vid Lunds asyl 1907 och vid Vänersborgs hospital 1908–11. Hon var stipendiat vid Hässleby sanatorium 1911, t.f. underläkare vid Romanäs sanatorium 1911–12, underläkare vid Säters hospital 1912–14 och t.f. underläkare vid Östersunds lasarett hösten 1913. Hon var e.o. hospitalsläkare av andra klass vid Östersunds hospital 1924, praktiserande läkare i Göteborg från 1928 och extra läkare vid Sankt Jörgens sjukhus där ett par kortare perioder 1931.